# رون نيومان
رون نيومان (بالإنجليزية: Ronald Vernon Newman)‏ (19 يناير 1936 المملكة المتحدة - 27 أغسطس 2018) هو لاعب كرة قدم بريطاني يلعب كلاعب وسط.

## روابط خارجية
- رون نيومان على موقع قاعدة بيانات كرة القدم.إي يو (الإنجليزية)
- رون نيومان على موقع عالم كرة القدم.نت (الإنجليزية)